# Friedrich von Moltke
Pour les articles homonymes, voir Moltke.
Friedrich Ludwig Elisa von Moltke (né le 1er mai 1852 au château de Rantzau (de), Barmstedt et mort le 10 décembre 1927 au manoir de Klein Bresa, arrondissement de Strehlen, province de Basse-Silésie) est un ministre d'État et de l'Intérieur prussien.

## Famille
Friedrich von Moltke est issu de l'ancienne noblesse du Mecklembourg et est le fils de l'administrateur royal prussien d'arrondissement Adolf von Moltke (de) et d'Adolfine Doris Auguste von Krohn (née en 1813), fille d'August von Krohn (de). Il se marie le 27 mars 1883 Julie Zuckschwerdt (née le 26 septembre 1862 à Magdebourg et morte le 14 janvier 1943 à Breslau), fille du banquier Hermann Zuckschwerdt et d'Ernestine Koch. De ce mariage naît le futur ambassadeur Hans-Adolf von Moltke (de) (1884-1943). Son frère est le colonel général royal prussien et chef d'état-major Helmuth Johannes Ludwig von Moltke (1848-1916).

## Biographie
Moltke est propriétaire d'un terrain à Klein-Bresa. Il étudie au lycée Sainte-Catherine de Lübeck jusqu'à ce qu'il obtienne son diplôme d'études secondaires à Pâques 1873.  Il étudie le droit à l'Université empereur Guillaume et en 1874 devient membre du Corps Rhenania Straßburg. En 1877, il entre à la cour supérieure en tant qu'avocat stagiaire. Depuis 1882, il est évaluateur du gouvernement dans le district d'Oppeln, il devient administrateur de l'arrondissement de Tost-Gleiwitz (de) en 1885. En 1890, il entre comme conseiller au ministère de la Culture de Prusse, où il est en 1893 membre du Conseil privé et maître de conférences du Conseil et avocat. En 1898, il devient président du district d'Oppeln et 1900 du district de Potsdam. En 1903, il devient haut président de la province de Prusse-Orientale. De juin 1907 à juin 1910, Moltke est le ministre prussien de l'intérieur. D'août 1914 à 1918, pendant toute la Première Guerre mondiale, il est président de la province du Schleswig-Holstein. De 1913 jusqu'à la fin du royaume de Prusse en 1918, il est membre de la chambre des seigneurs de Prusse. Friedrich von Moltke est membre du Sénat de l'Académie prussienne des arts et chevalier légal de l'Ordre de Saint-Jean.
En 1912, lors de la deuxième expédition antarctique allemande, Wilhelm Filchner nomme un groupe de falaises rocheuses libres de glace en Antarctique Moltke Nunataks (de) en l'honneur de Friedrich et de son frère Helmuth Johannes Ludwig von Moltke.